# Paul Glander
Pour les articles homonymes, voir Glander.
Paul Glander né le 12 avril 2005, est un joueur allemand de hockey sur gazon. Il évolue au poste de milieu de terrain au Harvestehuder THC et avec l'équipe nationale allemande.

## Carrière
Il a débuté en équipe première le 14 avril 2022 contre l'Inde à Bhubaneswar lors de la Ligue professionnelle 2021-2022.